# Europese kampioenschappen shorttrack 2014
De Europese kampioenschappen shorttrack 2014 werden van 17 tot en met 19 januari 2014 georganiseerd in Dresden in Duitsland.
Sjinkie Knegt werd gediskwalificeerd nadat hij in eerste instantie derde was geworden in het algemeen klassement. De diskwalificatie volgde nadat hij bij de finish van de aflossing (relay) beide middelvingers had opgestoken en een schoppende beweging had gemaakt naar kampioen Viktor An. Zijn klasseringen op de individuele afstanden en het resultaat van Nederland bij de relay bleven gehandhaafd.

## Medailles

### Mannen
| Onderdeel         | Goud | Goud                                                           | Zilver | Zilver                                                          | Brons | Brons                                                          |
| ----------------- | ---- | -------------------------------------------------------------- | ------ | --------------------------------------------------------------- | ----- | -------------------------------------------------------------- |
| 500m              | RUS  | Viktor An                                                      | NED    | Sjinkie Knegt                                                   | RUS   | Vladimir Grigorev                                              |
| 1000m             | RUS  | Viktor An                                                      | RUS    | Semjon Jelistratov                                              | RUS   | Vladimir Grigorev                                              |
| 1500m             | RUS  | Semjon Jelistratov                                             | NED    | Niels Kerstholt                                                 | NED   | Freek van der Wart                                             |
| 3000m superfinale | RUS  | Viktor An                                                      | NED    | Sjinkie Knegt                                                   | NED   | Niels Kerstholt                                                |
| Klassement        | RUS  | Viktor An                                                      | RUS    | Semjon Jelistratov                                              | NED   | Niels Kerstholt                                                |
| Aflossing         | RUS  | Dmitry Migoenov Viktor An Semjon Jelistratov Vladimir Grigorev | NED    | Sjinkie Knegt Freek van der Wart Daan Breeuwsma Niels Kerstholt | GER   | Robert Siefert Paul Herrmann Daniel Zetsche Christoph Schubert |

### Vrouwen
| Onderdeel         | Goud | Goud                                                                | Zilver | Zilver                                                          | Brons | Brons                                                       |
| ----------------- | ---- | ------------------------------------------------------------------- | ------ | --------------------------------------------------------------- | ----- | ----------------------------------------------------------- |
| 500m              | ITA  | Arianna Fontana                                                     | RUS    | Tatiana Bordodulina                                             | NED   | Jorien ter Mors                                             |
| 1000m             | GBR  | Elise Christie                                                      | NED    | Jorien ter Mors                                                 | RUS   | Tatiana Bordodulina                                         |
| 1500m             | NED  | Jorien ter Mors                                                     | HUN    | Bernadett Heidum                                                | HUN   | Zsofia Konya                                                |
| 3000m superfinale | NED  | Jorien ter Mors                                                     | GBR    | Elise Christie                                                  | ITA   | Arianna Fontana                                             |
| Klassement        | NED  | Jorien ter Mors                                                     | GBR    | Elise Christie                                                  | ITA   | Arianna Fontana                                             |
| Aflossing         | NED  | Lara van Ruijven Jorien ter Mors Sanne van Kerkhof Yara van Kerkhof | GBR    | Elise Christie Charlotte Gilmartin Alex Stanley Kathryn Thomson | HUN   | Szandra Lajtos Bernadett Heidum Andrea Keszler Zsofia Konya |

## Eindklassementen

### Mannen
| #      | Schaatser          | Land      | Punten |
| ------ | ------------------ | --------- | ------ |
| Goud   | Viktor An          | Rusland   | 102    |
| Zilver | Semjon Jelistratov | Rusland   | 60     |
| Brons  | Niels Kerstholt    | Nederland | 34     |
| 4      | Vladimir Grigorev  | Rusland   | 26     |
| 5      | Freek van der Wart | Nederland | 19     |
| 6      | Yuri Confortola    | Italië    | 16     |
| 7      | Sébastien Lepape   | Frankrijk | 11     |
| 8      | Roberto Pukitis    | Letland   | 10     |
| 9      | Anthony Lobello    | Italië    | 5      |
| 10     | Thibaut Fauconnet  | Frankrijk | 3      |

### Vrouwen
| #      | Schaatser           | Land                | Punten |
| ------ | ------------------- | ------------------- | ------ |
| Goud   | Jorien ter Mors     | Nederland           | 107    |
| Zilver | Elise Christie      | Verenigd Koninkrijk | 63     |
| Brons  | Arianna Fontana     | Italië              | 52     |
| 4      | Bernadett Heidum    | Hongarije           | 37     |
| 5      | Tatjana Borodoelina | Rusland             | 37     |
| 6      | Zsofia Konya        | Hongarije           | 15     |
| 7      | Martina Valcepina   | Italië              | 13     |
| 8      | Yara van Kerkhof    | Nederland           |        |
| 9      | Charlotte Gilmartin | Verenigd Koninkrijk |        |
| 10     | Agne Sereikaite     | Litouwen            |        |